# إستيخارة

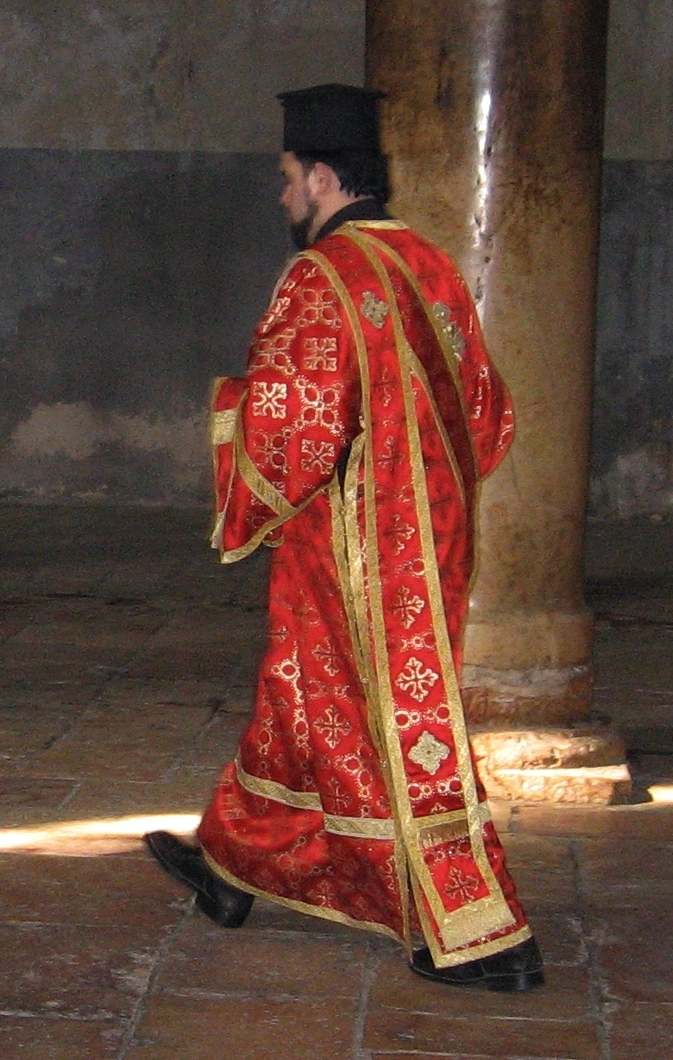
شماس أرثوذكسي يوناني يرتدي إستيخارة حمراء.

الإسْتِيخَارة (من اليوناينة: στιχάριον) هو ثوب طقسي من الكنائس الأرثوذكسية الشرقية والكثليَّة الشرقية، وهو مماثل تقريبًا في وظيفته لكتونة الكنيسة الغربية. يرتدي الإستيخارة جميع القساوسة المعينين في طقس بيزنطي ويأتي في شكلين: أحدهما يرتديه القس والآخر يرتديه الشمامسة وغيرهم من خدم المذبح.